# Proceso fonológico
El proceso fonológico es un fenómeno natural de las lenguas por las cuales unos sonidos influyen sobre otros, y se provocan cambios en la articulación o sonido en un determinado contexto sonoro o se producen reestructuraciones del sistema fonológico.
Los procesos fonológicos nuevos son responsables del cambio fonético.

## Cambios fonéticos y fonológicos
Un cambio fonético puede explicarse por el efecto de un proceso fonológico, que introduce o altera alguna visa existen con  existente, produciéndose un cambio en el sonido o articulación de un fonema en una determinada posición de palabra o contexto fonémico. Típicamente los procesos fonológicos que producen cambios fonéticos alteran, añaden o eliminan algún rasgo fonético a la articulación de un fonema dentro de la sílaba o palabra. Existen unas reglas que regulan esos cambios.

## Lista de procesos fonológicos
Algunos procesos fonológicos ampliamente documentados en las lenguas del mundo son:
- asimilación fonética que engloba cambios como:
  - la apofonía: variación de un morfema fundamental en una raíz (o sufijo etc.) para marcarla con fines gramaticales, p. ej. inglés sing (presente), sang (pretérito), sung (participio pasado). La apofonía puede ser cualitativa si cambia el timbre vocálico, o cuantitativa si cambia la duración del mismo.
  - la metafonía: proceso por el que una vocal posterior es reemplazada por una anterior sin intención de marcar la palabra gramaticalmente: inglés man (en singular), men (en plural).
  - la rotacismo, es el paso de /s/ a [r] en ciertos contextos, por ejemplo de latín arcaico *corpos / *corposis al latín clásico *corpus / *corporis, o en algunos dialectos del centro de España buenos días > buenor días.
  - la lambdaización, es un proceso por el cual algunas [r], especialmente finales, pasan a [l]. En algunas lenguas como el coreano los dos sonidos son alófonos del mismo fonema por lo que en ese contexto lamdaización significa que el archifonema líquido /R/ se pronuncia como [l].
  - la palatalización, como ocurrió en el paso del latín al español octo > ocho, multum > mucho, diurnalis > jornal, martius > marzo, etc. Otras lenguas como el japonés etc. presetan también palatalización de /s-, dy-, zy-/. El Griego cretense palataliza también las velares /g, k, kh/ y el náhuatl /*s-/. Para las lenguas indoeuropeas, ver satem.
  - el debilitamiento por el cual alguna consonante se pronuncia como menos obstruyente o una vocal se ensordece. El debilitamiento puede resultar finalmente en: 
    - elisión: proceso por el que un sonido en una posición determinada puede llegar a no pronunciarse. En castellano del centro de la península se tiene llegado > llegao.
    - lenición: por el cual una consonante fortis ‘fuerte’ pasaría a lenis ‘débil’, lo que podría darse por medio de sonorización o espirantización (= la reducción del esfuerzo articulatorio; contrario: fortición).

  - la geminación: aparición de una consonante larga o doble, normalmente producida por una asimilación de consonantes.
  - el ensordecimiento y la sonorización, que pueden darse ante consontes de sonoridad opuesta a la que sufre el proceso fonológico o ante pausa.
- eliminaciones / reducciones no asimilatorias como:
  - la reducción vocálica que comprende el acortamiento de una vocal, su neutralización en determinadas posiciones (como la posición átona) y puede llegar a la síncopa propiamente dicha de la vocal.
  - la pérdida de un sonido en determinada posición. Pueden distinguirse tres casos:
    - la aféresis: la pérdida inicial.
    - la síncopa como en latín cuando cae una vocal en una sílaba breve en posición media: hominem > castellano ant. omne, uemne (> hombre).
    - el apócope: es un caso particular de síncope en que se pierde la parte final de una palabra, como por ejemplo en el paso del latín al español: pan[em] > pan o illu[d] > ello. En español muchos apócopes están morfológicamente determinados como sucede con las alternacias: un / uno, buen / bueno y gran / grande.

  - la haplología, reducción o eliminación de una sílaba similar a otra anterior, como en español vamos + nos > vamonos o en inglés como en inglés antiguo Englaland > inglés medio Englonde, Yngelonde ‘Inglaterra’.
  - la coalescencia, que ocurre cuando dos sonidos se funden en uno solo, como el latín cunea, el cual deriva en español a cuña.
- la disimilación
- cambios en el orden o añadidos de nuevos sonidos como en:
  - la metátesis, como en el paso del latín al español miraculum > milagro, y en ciertos vulgarismos Gabriel > Grabiel.
  - la prótesis
  - la epéntesis
  - la parágoge
  - la escisión o segmentación de un sonido en dos articulaciones sucesivas. Por ejemplo, [kʷ] > [kw].

## Reglas fonológicas
Un fonema es una representación mental de un conjunto de sonidos considerados "equivalentes" en cierto sentido abstracto. El sonido concreto de un fonema depende de los fonemas adyacentes: los procesos fonológicos intervienen aquí fijando el modo en que el fonema debe articularse en un contexto fonémico concreto.
El resultado de esos procesos fonológicos frecuentemente puede resumirse en reglas fonológicas. A modo de ejemplo pueden citarse dos reglas fonológicas del español, una referente a las obstruyentes sonoras y otra referida a las vocales:
- Obstruyentes sonoras /b, d, g/. Una obstruyente sonora entre vocales o entre vocal y líquida tiene una articulación aproximante, mientras que en el resto de contextos fonémicos suena como oclusiva. Esto se puede resumir como regla:

{\displaystyle /b/\to {\begin{cases}[\beta ]&{\mbox{V...(r,l)V}}\\\left[{\mbox{b}}\right]&\mathrm {(en~otra~posici{\acute {o}}n)} \end{cases}}}

Ambas partes de la regla se aprecian en la articulación de /dedo/ que es [deðo].
- Vocales átonas /u, i/, cualquier vocal átona cerrada en contacto con otra vocal abierta, diptonga.

{\displaystyle /u/\to {\begin{cases}\left[{\mbox{u}}\right]&{\mbox{V}}'\dots \\\left[{\mbox{w}}\right]&\mathrm {(en~otra~posici{\acute {o}}n)} \end{cases}}}

Ambas partes de la regla se aprecian en el par /reuno/ [re'uno] y /reunir/ [rew'nir]